# Шереметев, Василий Петрович (1836)
Василий Петрович Шереметев (29 августа [10 сентября] 1836 — 18 [30] апреля 1893) — поручик Кавалергардского полка, крупный землевладелец Нижегородской губернии, владелец и строитель Юринской усадьбы (Шереметевского замка).

## Биография
Родился 29 августа (10 сентября) 1836 года. Сын Петра Васильевича Шереметева (1799—1837) и Елизаветы Соломоновны Мартыновой (1812—1891). Племянник Сергея и Николая Шереметевых и Николая Мартынова.
Поступил на военную службу 10 (22) января 1854 года юнкером в Кавалергардский полк. 29 января (10 февраля) 1855 года произведён в корнеты. Уволен в отставку по болезни в чине поручика 5 (17) июня 1858 года.
В 1859 году в своём имении (находившемся на тот момент ещё во владении его дяди С. В. Шереметева) в селе Юрино Васильсурского уезда Нижегородской губернии Шереметев начал строить замок, строительство которого завершилось в 1915 году, при его сыне. Сейчас усадьба находится в ведении Министерства культуры как Юринский историко-художественный музей и комплекс «Юринский замок и его усадьба» — памятник средневолжской дворянской культуры 2-й половины XIX-начала XX вв., расположенный на левом берегу Чебоксарского водохранилища.

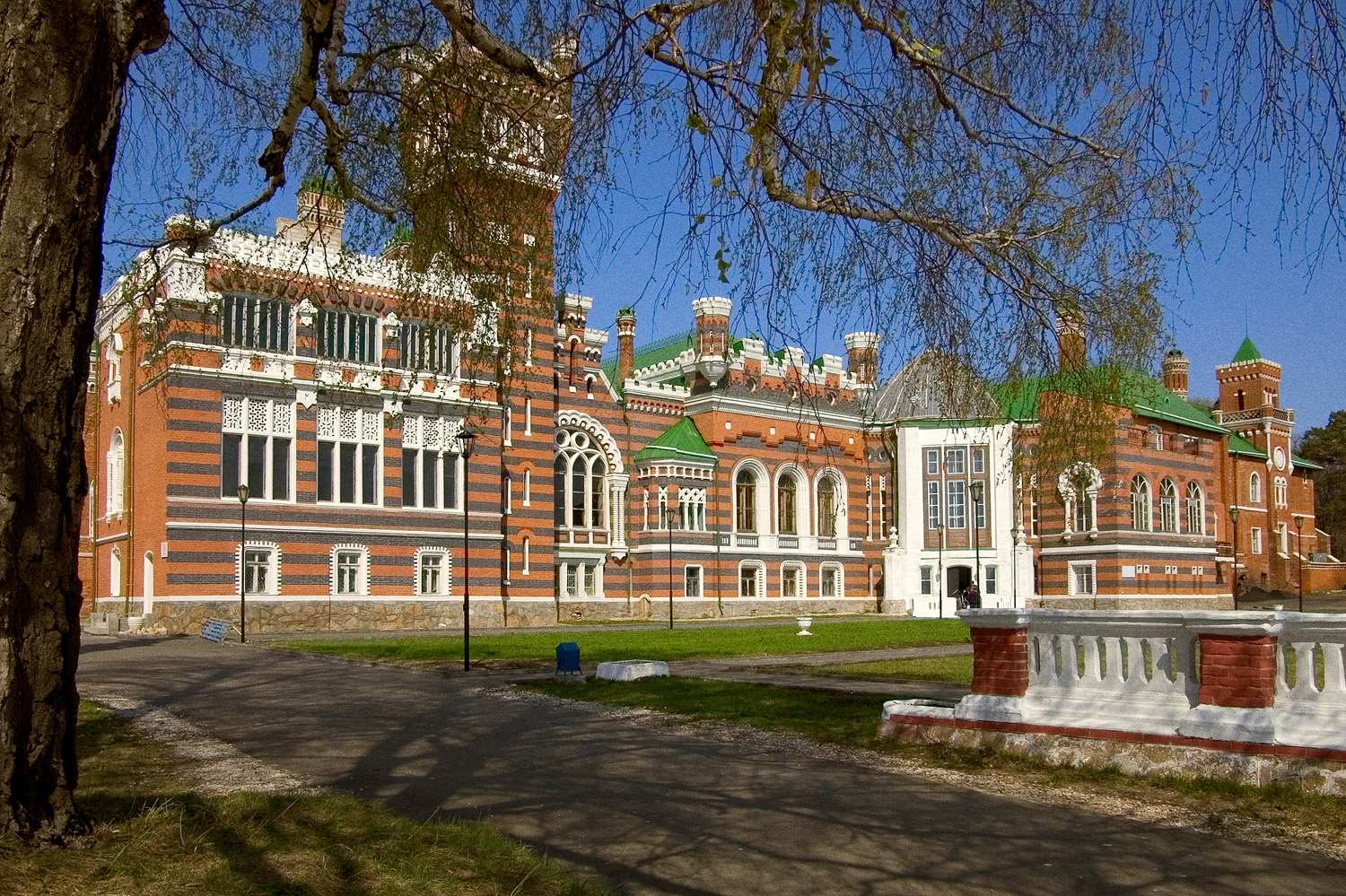
Шереметевский замок

Для разработки проекта, в котором предполагалось соединить готику, барокко, азиатский и древнерусский стили. Замок в Юрино изначально строился по проекту немецкого архитектора Р. Мюллера, в дальнейшем развитии проекта участвовали архитекторы А. Парланд, А. Корш, А. Штерн. В замок были завезены античные скульптуры с раскопок Помпеи. Консультантом по отбору картин для замка был Иван Айвазовский.
Шереметев был крупным сельским хозяином и промышленником, увлекался историей архитектурой, искусством, сельским хозяйством, путешествовал по разным странам. В своей усадьбе в с. Юрино он устроил пруды с рыбой, псарни, коптильню, курильню, большой ледник, винные погреба с винами, приготовленными здесь же, в усадьбе.
Скончался 18 (30) апреля 1893 год)а. Похоронен возле Михаило-Архангельской церкви в Юрино.

## Семья

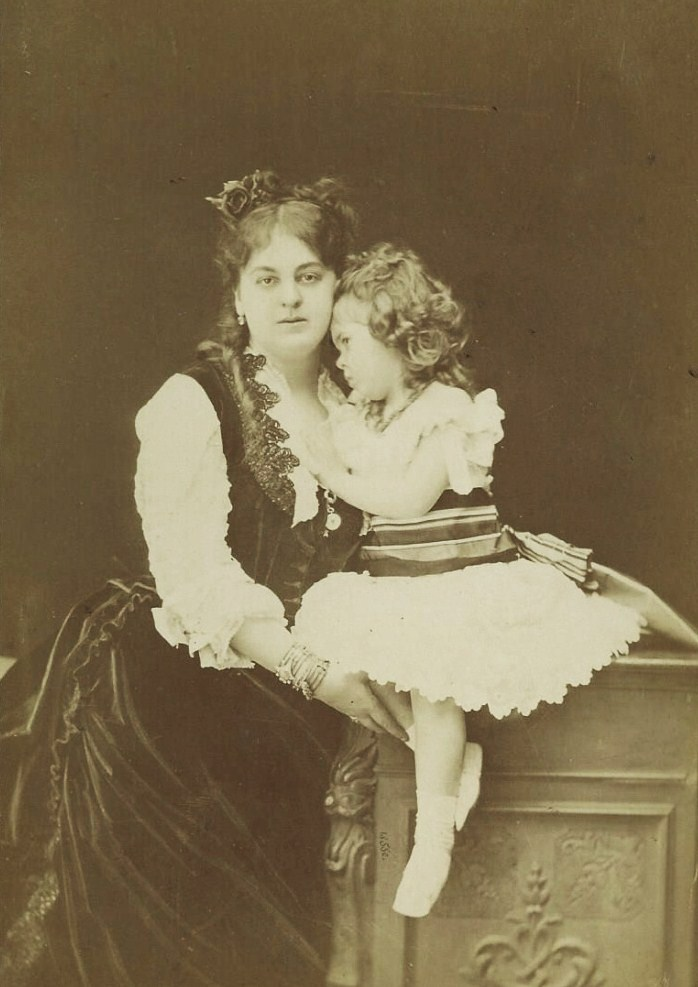
Ольга Шереметева с дочерью

Жена (с 24 января 1871 года) — Ольга Дмитриевна Скобелева (1847—1898), фрейлина двора, дочь генерал-лейтенанта Д. И. Скобелева от брака с О. Н. Полтавцевой; сестра героя Русско-турецкой войны генерала М. Д. Скобелева. Ольга Дмитриевна увлекалась цветоводством и музыкой. Была ученицей знаменитой певицы Полины Виардо, под руководством которой сочиняла романсы, вальсы, марши. В годы русско-турецкой войны сестра милосердия. Умерла в своем имении в Рязанской губернии. В браке имела детей:
- Ольга (27.08.1872, Альбано—1967) — в первом браке с 1894 года супруга Павла Александровича Демидова. После развода вторым браком за князем Михаилом Михайловичем Кочубеем (1860—1937), сыном князя М. В. Кочубея;
- Пётр (11.03.1877—1916) — женат на Луизе Камиловне Руссель. Брак бездетен;
- Татьяна (16.10.1878; Париж— ?);
- Никита (27.02 – 08.03.1880);
- Мария (28.09.1881 — 01.04.1886);
- Елизавета (14.11.1885; Дрезден[8]—1955) — крестница тетки Е. П. Бибиковой и П. Ф. Дурасова; в браке княгиня Черкасская[2];
- Марина (28.05.1890; Рим[9]—1926) — крестница герцога Евгения Лейхтенбергского, в первом браке с 12 апреля 1912 года супруга Михаила Петровича Кауфмана (1888—1914), сына сенатора П. М. Кауфмана. Во втором браке с 8 апреля 1920 года за князем Владимиром Анатольевичем Гагариным (1887—1946);